# Oskars Zīds
Oskars Zīds (ur. 22 lipca 1948) – łotewski pedagog i wykładowca, były rektor Uniwersytetu Lipawskiego. Radny Lipawy, zaś w latach 2010–2011 poseł na Sejm Republiki Łotewskiej. Rektor Międzynarodowej Akademii Bałtyjskiej. 

## Życiorys
Od 1966 do 1967 pracował jako nauczyciel w miejscowości Nīgrande. W latach 1967–1972 studiował socjologię na Łotewskim Uniwersytecie Państwowym (LVU), następnie odbył studia aspiranckie w LVU z dziedziny pedagogiki. W 1980 uzyskał stopień kandydata nauk pedagogicznych na Wileńskim Uniwersytecie Państwowym, zaś w 1992 doktorat z tej dziedziny na LVU. 
W latach 1974–1976 był wicedyrektorem szkoły średniej nr 11 w Rydze. Od 1978 do 2006 pracował na Wydziale Pedagogiki i Psychologii Łotewskiego Uniwersytetu Państwowego (im. Pēterisa Stučki) m.in. jako kierownik katedry i starszy wykładowca, prodziekan i dziekan. Od 2006 do 2008 był rektorem Lipawskiej Akademii Pedagogicznej, zaś w latach 2008–2011 pełnił funkcję rektora Uniwersytetu Lipawskiego. 
W wyborach do Sejmu VIII kadencji bez powodzenia ubiegał się o mandat posła z listy Związku Socjaldemokratycznego. W wyborach z 6 czerwca 2009 został wybrany radnym Lipawy z ramienia Partii Lipawskiej. W wyborach 2010 uzyskał mandat posła na Sejm z listy ZZS jako przedstawiciel Partii Lipawskiej. W następnych wyborach nie wywalczył reelekcji, zdecydował o powrocie do kariery naukowej. W 2013 został rektorem Międzynarodowej Akademii Bałtyjskiej.
Jest prezesem Stowarzyszenia Łotewskich Pedagogów.

## Odznaczenia
- Medal Rady Bałtyckiej – 2011[5]